# Spiák Ibolya
Spiák Ibolya (Ózd, 1954. november 30.–) fideszes országgyűlési képviselő 2006-2010 között, jelenleg a Mezőkovácsházai Nappali Kórház igazgatónője.

## Pályafutása
A Szegedi Tudományegyetem orvostudományi karán tanult. A diploma megszerzéséig Végegyházán élt. Három szakorvosi képesítést szerzett: belgyógyászatból, kardiológiából és foglalkozásegészségügy-tanból.
Nyolc éven át az Orosházi Városi Kórházban dolgozott, a Kardiológiai Osztályon. Ezek után helyezkedett el a Mezőkovácsházai Vis Medica Kft.-nél.
2006-ban FIDESZ színekben bejutott az Országgyűlésbe országos listáról. 2010-ben nem indult a választásokon. 
Jelenleg a Mezőkovácsházi Vis Medica Szakrendelő ügyvezető igazgatója, a Magyar Orvosi Kamara és a Magyar Kardiológusok Társasága tagja. Nyilatkozata alapján megalkuvás nélkül harcolni kíván az emberközpontú, munkaalapú társadalom megteremtéséért, a valódi esélyegyenlőségért, orvosként az embereket, politikusként a társadalom, ezen belül szűkebb hazája a Viharsarok bajait kívánja gyógyítani.

## Magánélete
Házas, férje angol-olasz szakos középiskolai tanár. Két gyermeke: Péter és Ádám. Szeret színházba járni és olvasni, különösen érdekli a lakáskultúra és a filmművészet.